# 福ちゃん
跳び箱芸人 福ちゃん（1993年7月19日 - ）は、北海道新冠町出身の男性お笑い芸人。血液型B型。本名は福田弘（ふくだ ひろむ）。
吉本興業所属。静内農業高校卒業。NSC大阪校40期生。165cm、63kg。

## 概要
巨大跳び箱「モンスターボックス」を私物で保有している人物。北海道の新冠町で生まれ育つ。幼い頃から運動が好きな性格だった。テレビ番組「スポーツマンNo.1決定戦」が好きであり中学生の頃から実家で番組の真似事を一人で黙々とやっていた。跳び箱大好き芸人としてロイター板などを使ったネタをしている。
主に「energy笑う筋肉」など吉本興業のスポーツ関係に出演している
フジテレビの「千鳥の鬼レンチャン」のチームリレー対決企画にてチーム吉本としておばたのお兄さん、PANA、やままんしょーじ、と共に出演し、　鬼レンチャン達成で優勝を果たした。

## 主な出演
- 「energy～笑う筋肉」　吉本興業・マッスルミュージカル
- 「年賀芸人」　読売テレビ
- 「千鳥の鬼レンチャン」　フジテレビ